# 3418 Izvekov
3418 Izvekov este un asteroid din centura principală, descoperit pe 31 august 1973 de Tamara Smirnova.